# Вон Жур Ко
Вон Жур Ко (яп. 梵寿綱 бон дзюко:) (Von Jour Caux) — это псевдоним японского архитектора, художника и мыслителя Тосиро Танаки (яп. 田中 俊郎 танака тосиро:). Его называют японским Гауди.
Вон родился 27 января 1934 года в Асакусе, Токио. Он изучал архитектуру в университете Васэда и в школе Чикагского художественного института.
В 1958 году Вон начал работать как обычный архитектор, но в 1971-м отказался от общепринятой архитектурной практики, а в 1974 году создал группу художников и ремесленников под названием Арт Комплекс (Art Complex). Их деятельность состоит в возрождении движения «искусств и ремёсел» в архитектуре.